# My Universe
 (octobre 2021).
La mise en forme du texte ne suit pas les recommandations de Wikipédia : il faut le « wikifier ».
Les points d'amélioration suivants sont les cas les plus fréquents. Le détail des points à revoir est peut-être précisé sur la page de discussion.
- Les titres sont pré-formatés par le logiciel. Ils ne sont ni en capitales, ni en gras.
- Le texte ne doit pas être écrit en capitales (les noms de famille non plus), ni en gras, ni en italique, ni en « petit »…
- Le gras n'est utilisé que pour surligner le titre de l'article dans l'introduction, une seule fois.
- L'italique est rarement utilisé : mots en langue étrangère, titres d'œuvres, noms de bateaux, etc.
- Les citations ne sont pas en italique mais en corps de texte normal. Elles sont entourées par des guillemets français : « et ».
- Les listes à puces sont à éviter, des paragraphes rédigés étant largement préférés. Les tableaux sont à réserver à la présentation de données structurées (résultats, etc.).
- Les appels de note de bas de page (petits chiffres en exposant, introduits par l'outil «  Source ») sont à placer entre la fin de phrase et le point final[comme ça].
- Les liens internes (vers d'autres articles de Wikipédia) sont à choisir avec parcimonie. Créez des liens vers des articles approfondissant le sujet. Les termes génériques sans rapport avec le sujet sont à éviter, ainsi que les répétitions de liens vers un même terme.
- Les liens externes sont à placer uniquement dans une section « Liens externes », à la fin de l'article. Ces liens sont à choisir avec parcimonie suivant les règles définies. Si un lien sert de source à l'article, son insertion dans le texte est à faire par les notes de bas de page.
- La présentation des références doit suivre les conventions bibliographiques. Il est recommandé d'utiliser les modèles {{Ouvrage}}, {{Chapitre}}, {{Article}}, {{Lien web}} et/ou {{Bibliographie}}. Le mode d'édition visuel peut mettre en forme automatiquement les références.
- Insérer une infobox (cadre d'informations à droite) n'est pas obligatoire pour parachever la mise en page.

Pour une aide détaillée, merci de consulter Aide:Wikification.
Si vous pensez que ces points ont été résolus, vous pouvez retirer ce bandeau et améliorer la mise en forme d'un autre article.
My Universe est une chanson du groupe de rock britannique Coldplay et du groupe pop sud-coréen BTS, qui est sorti le 24 septembre 2021 via Parlophone et Atlantic Records en tant que deuxième single du neuvième album studio de Coldplay, Music of the Spheres. La chanson est chantée en anglais et en coréen. Il a fait ses débuts à la première place du Billboard Hot 100, devenant le sixième hit de BTS aux États-Unis et le deuxième de Coldplay après « Viva la Vida » en 2008. Le single est également le premier titre de deux groupes co-programmés à atteindre le sommet du classement et la première chanson d’un groupe britannique à faire ses débuts à la première place de l’histoire des États-Unis.
« My Universe » a reçu des critiques positives de la part des critiques musicaux. Elle a été créée à la troisième place du UK Singles Chart, revendiquant la deuxième plus grande semaine de l’année en termes de téléchargements et devenant finalement la chanson la plus téléchargée de 2021 par un groupe dans le pays. Le titre a également atteint la première place en Hongrie, en Malaisie et à Singapour ; les dix premiers en Australie, en Belgique, au Canada, en Inde, en Irlande et en Corée du Sud ; et les vingt premiers de douze autres pays, dont l’Allemagne, les Pays-Bas, la Norvège et la Nouvelle-Zélande.
Le clip officiel, réalisé par Dave Meyers, est sorti le 30 septembre 2021 et met en scène les deux groupes se produisant sur différentes planètes futuristes (Floris, Calypso et Supersolis) aux côtés d’un groupe fictif nommé « Supernova 7 » via la technologie « Holoband » développée par DJ Lafrique, à une époque où la musique est interdite dans tout l’univers.

## Contexte
"Il y a environ 18 mois, j’ai reçu un message de quelqu’un, ils ont dit : 'BTS veut faire une chanson avec toi' et j’ai dit : 'Comment ça marcherait ? Je ne comprenais pas comment cela pouvait être possible. [...] Un jour, mon ami m’a dit l’expression « my universe » et j’ai écrit « my universe » et j’ai trouvé que c’était un titre cool. Ensuite, je l’ai apporté à mon ami et j’ai dit : « OK, faisons une démo avec BTS ».

— Chris Martin a mentionné comment « My Universe » a commencé, Coldplay X BTS dans le documentaire « My Universe ».
Le titre de la chanson a été annoncé pour la première fois dans le cadre de la sortie de la liste des morceaux de Music of the Spheres en juillet 2021, mais sans aucune mention de la collaboration avec BTS. Un extrait de la chanson a été inclus dans une bande-annonce intitulée "Overtura", omettant également de signaler l'implication du groupe coréen. Le 13 septembre 2021, la chanson s'est révélée être une collaboration entre Coldplay et BTS. Le single a été annoncé via un message codé sur le compte de réseau social Alien Radio FM de Coldplay. À la suite de la sortie du clip Permission to Dance début juillet 2021, les groupes ont d'abord collaboré lors d'un épisode de la série YouTube Released, au cours duquel ils ont rejoint une discussion avec le leader de Coldplay Chris Martin sur ce qui a inspiré le "#PermissionToDance Challenge". Cependant, des spéculations sur une collaboration entre les deux groupes avaient déjà commencé à circuler en février 2021, après que BTS ait repris leur chanson à succès de 2005 « Fix You » sur MTV Unplugged. Le 26 septembre, ils devraient sortir un documentaire making-of de la chanson intitulé Inside My Universe, aux côtés d'un remix "Supernova 7" et d'une version acoustique. Un troisième remix, réalisé par Suga de BTS, est sorti le 18 octobre. D’autres remixes de Galantis et David Guetta sont sortis en novembre. À la suite de cette collaboration, Coldplay écrit également une chanson avec Jin, membre de BTS, intitulée The Astronaut.

## Musique et paroles
« My Universe » est un titre synth-pop, co-écrit par Chris Martin, Guy Berryman, Jonny Buckland et Will Champion de Coldplay, ainsi que les membres de BTS J-Hope, RM et Suga, ainsi que Bill Rahko, Oscar Holter et Max Martin. Les paroles sont en anglais et en coréen. Coldplay a initialement écrit la chanson pour BTS, mais le processus d’écriture a été révisé pour inclure le septuor sud-coréen,.  My Universe est réglé sur une 
 Signature rythmique commune, avec un tempo modérément rapide de 105 battements par minute. Il est écrit dans la tonalité de mi majeur, la gamme vocale BTS s’étendant de la note F♯3 à la note B5.  Le beat donne au synth-rock de Coldplay et à la dance-pop de BTS une touche EDM. Coldplay introduit une outro électro-dance forte juste avant la fin de la chanson. Sur le plan des paroles, la chanson aborde le choix de l’amour plutôt que des différences avec une phrase comme : « And they said that we can't be together because, because we come from different sides. » Mais dans le refrain, ils écartent les sceptiques : « You, you are my universe, and I just want to put you first. » .